# Cleora trigrapta
Cleora trigrapta là một loài bướm đêm trong họ Geometridae.